# Afinsa
Le groupe espagnol Afinsa est spécialisé dans le commerce, la littérature de l'art et des collections dont la philatélie.
Il est directement présent dans la littérature philatélique espagnole et portugaise. Afinsa est aussi présent dans les catalogues thématiques depuis l'achat en 1998 de l'éditeur philatélique espagnol Domfil.